# Fuldera
Fuldera é uma vila na comuna de Val Müstair, no cantão de Grisões, na Suíça. em 2009, fundiu-se com Lü, Müstair, Santa Maria Val Müstair, Tschierv e Valchava para formar a comuna de Val Müstair. A língua oficial nesta comuna é o romanche.

## História
Fildera foi mencionada pela primeira vez no ano de 1322, como Faldiera.

## Geografia
Fuldera possui uma área de 13,2 km². Desta área, 24,9% é usada para a agricultura, enquanto 37,2% é ocupada por florestas. Do resto do território, 1,4% é construído (edifícios ou estrafas), e o restante (36,4%) é composto por áreas não-produtivas (rios, geleiras e montanhas). 
A vila está localizada na comuna de Val Müstair, no distrito de Inn, no lado direito do rio Rom. Consiste na localidade maior Fuldera-Dora, e na menor, Fuldera-Daint.

## Demografia
Em 2008, Fuldera tinha uma população de 121 habitantes, dos quais 6,6% de estrangeiros. Nos últimos 10 anos, houve um declínio de 3,2% na população.
A evolução histórica da população da vila é apresentada na seguinte tabela:
| year | population |
| ---- | ---------- |
| 1835 | 179        |
| 1850 | 123        |
| 1900 | 98         |
| 1950 | 118        |
| 2000 | 115        |

## Idiomas
De acordo com o censo de 2000, a maioria da população fala romanche (74,8%), enquanto a segunda língua mais falada é o alemão (23,5%) A terceira língua mais falada é o italiano (0,9%). A população de língua romanche fala o dialeto Vallader. Em 1880, 80% da população falava romanche; em 1941, o índice era de 89%, e, em 1980, 95%. Em 1990, 93% da população dominava o idioma romanche, e, em 2000, 92% da população compreendia o idioma, mesmo não sendo sua primeira língua.
| Idiomas em Fuldera |               |               |               |               |               |               |
| Idiomas            | Censo de 1980 | Censo de 1980 | Censo de 1990 | Censo de 1990 | Censo de 2000 | Censo de 2000 |
| Idiomas            | Número        | Percentual    | Número        | Percentual    | Número        | Percentual    |
| Romanche           | 95            | 95.00 %       | 87            | 82.86 %       | 86            | 74.78 %       |
| Alemão             | 5             | 5.00 %        | 17            | 16.19 %       | 27            | 23.48 %       |
| Italiano           | 0             | 0.00 %        | 1             | 0.95 %        | 1             | 0.87 %        |
| População          | 100           | 100 %         | 105           | 100 %         | 115           | 100 %         |

## Galeria

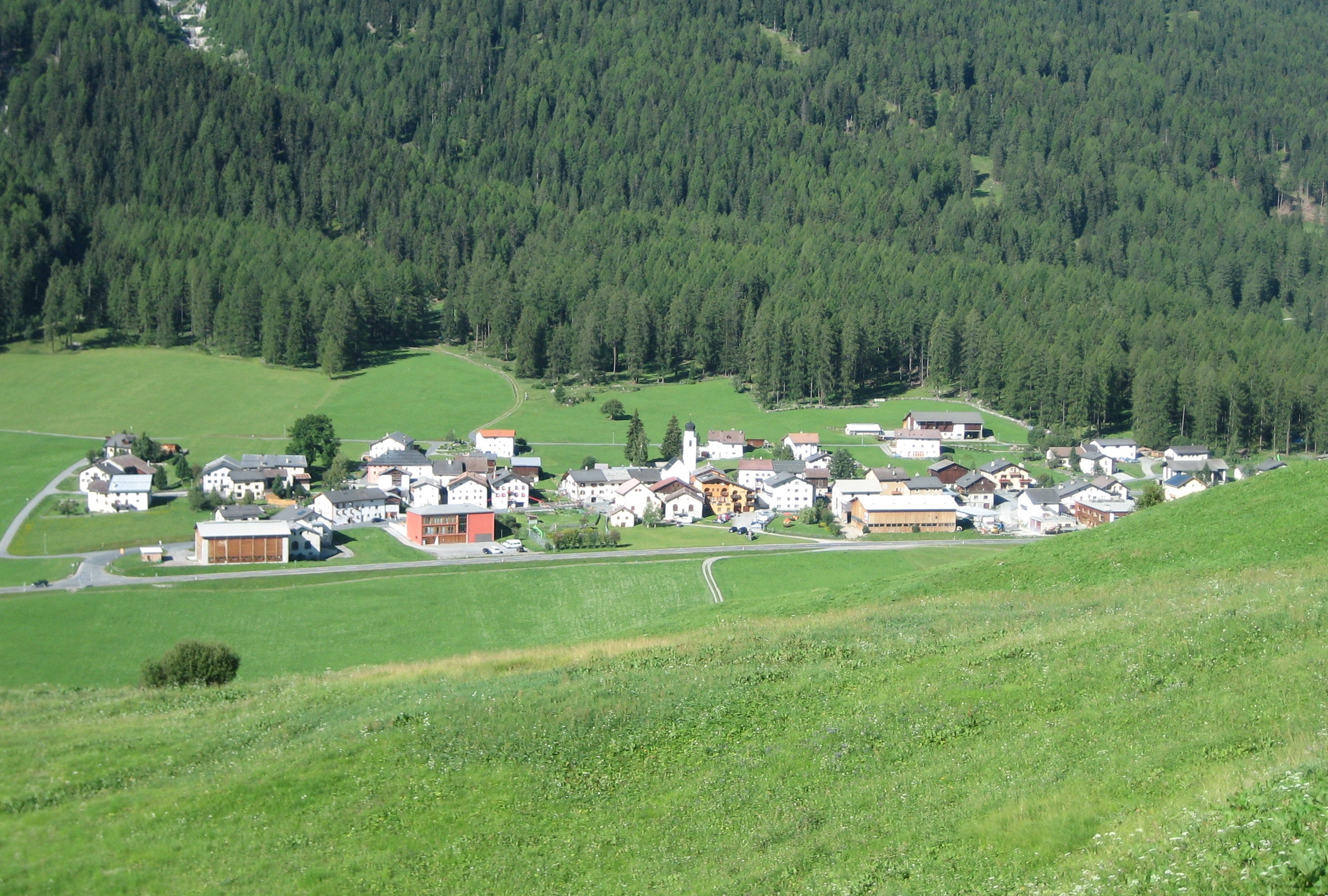
Fuldera
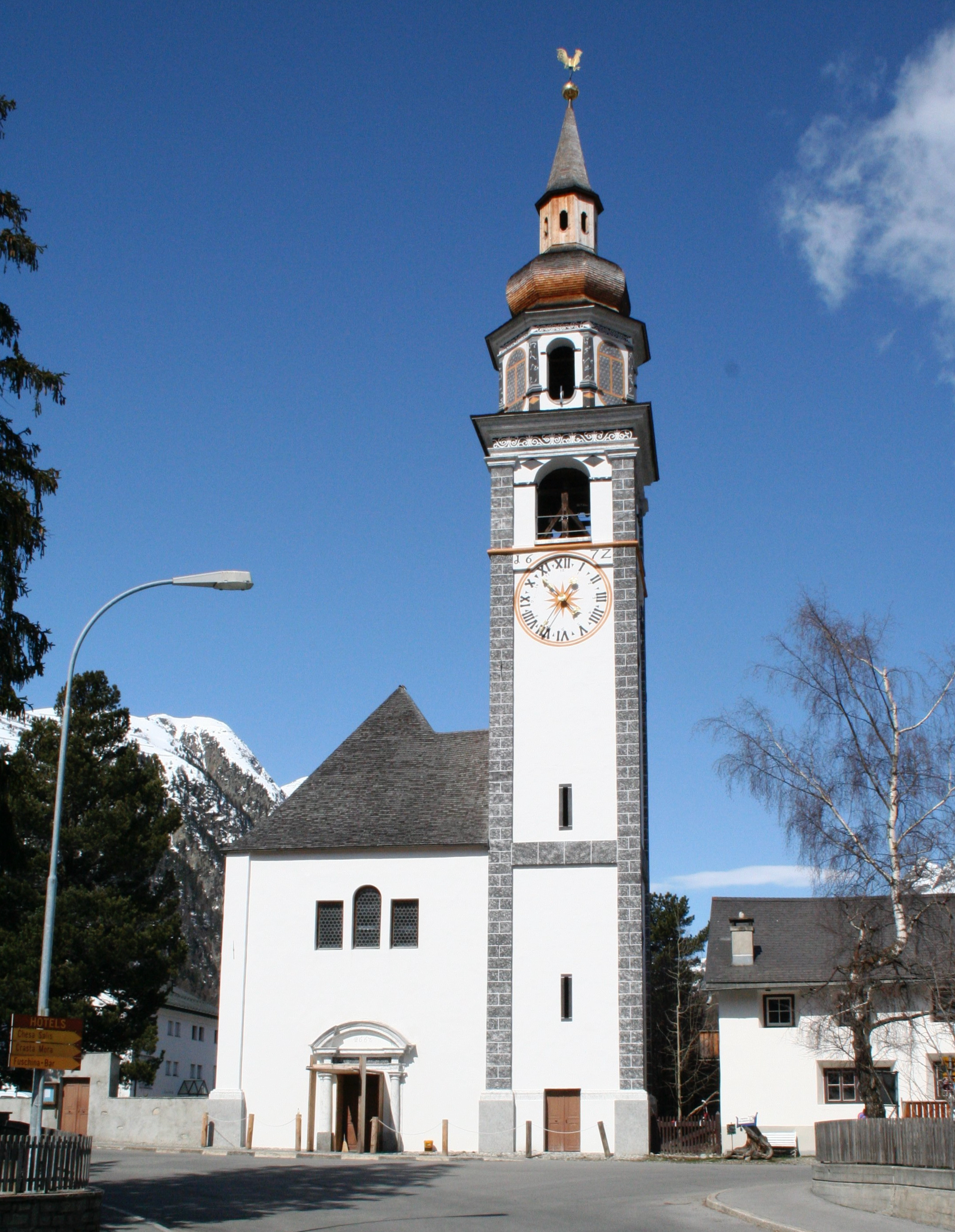
Igreja em Fuldera